# 49501 Бассо
49501 Бассо (49501 Basso) — астероїд головного поясу, відкритий 13 лютого 1999 року.
Тіссеранів параметр щодо Юпітера — 3,208.